# Operación Spade
La Operación Spade fue una operación implementada de los años 2010 a 2013 para el rastreo y captura de distribuidores de pornografía infantil en internet. Originalmente tenía la concepción de concretar arrestos en Canadá luego de detectarse la producción de videos ilegales mediante el sitio web cybertip.ca, sin embargo la investigación terminó por identificar sospechosos en más de 50 países, además del rescate de 386 niños, el arresto de 348 personas, y el suicidio de Ryan Loskarn, jefe de personal del senador estadounidense Lamar Alexander. Así mismo, algunos de los sospechosos pudieron arroparse en las figuras legales vigentes en sus respectivos países, lo que generó controversia mediática al respecto. 

## Distribución de pornografía infantil
La investigación comenzó en Toronto, Canadá, luego de que la policía cibernética recibiera numerosas quejas sobre el sitio web cybertip.ca y la supuesta productora de películas online, denominada Azov Films, que inyectaba contenido al sitio. La empresa distribuía DVD y videos sobre niños desnudos los cuales eran comercializados como "naturistas". De acuerdo a los primeros informes las autoridades lograron comunicarse con Brian Way, dueño del sitio. Durante alrededor de ocho meses la policía se simuló como cliente potencial de manera encubierta hasta que en mayo de 2011 lograron rastrearlo y arraigar su domicilio, lugar en el que encontraron la lista de compradores habituales mismos que constituían una red internacional en aproximadamente 50 países, entre los que se encontraron Estados Unidos, Australia, Alemania, China, Nueva Zelanda, España, Sudáfrica y Suecia. Se estima que Way ganó alrededor de 4 millones de dólares con su sitio web.
La inspectora Joanna Beaven-Desjardins, de la Unidad de Delitos Sexuales en Canadá diría al respecto: "Los oficiales localizaron cientos de miles de imágenes y videos que detallan actos sexuales horribles contra niños muy pequeños, algunos de los peores que jamás hayan visto". Así mismo se declaró que una gran cantidad de direcciones IP provenientes de Alemania habían descargado contenido sexual de menores de entre los 9 y los 14 años.

## Arrestos y controversias legales
Aunque la gran mayoría de los arrestados fueron incautados con videos y fotografías obtenidos de distintas fuentes, los materiales distribuidos comercialmente por Azov Films mostraban desnudos atléticos y recreativos, pero no actos sexuales explícitos. Esto permitió a algunos de los involucrados escudarse en formas legales para reducir sus sentencias. Por ejemplo en el Reino Unido en donde aplica la Escala de COPINE, sistema que categoriza por nivel de severidad la pornografía infantil, los contenidos de Azov Films fueron clasificados como "nivel 1" el nivel más bajo por mostrar únicamente desnudos y no abusos.
De igual manera, la prensa destacó el caso de Alemania en donde 500 implicados alegaron haber adquirido material bajo el argumento de "descargas inequívocas". A pesar de que en octubre de 2011, las autoridades canadienses habían notificado a la Oficina Federal de Policía Criminal de Alemania la lista de compradores de pornografía en cybertip.ca, no fue hasta noviembre de 2012 cuando dicho país comenzó procesos formales de investigación, dando un tiempo de 13 meses para que pedófilos potenciales pudieran encubrirse.
Hasta el 14 de noviembre de 2013 se dio a conocer el informe final, señalando el arresto de 348 personas incluyendo sacerdotes o pastores, maestros, padres adoptivos, médicos y enfermeros. También fueron arrestados un oficial de policía y un entrenador de béisbol juvenil. De igual manera se informó sobre el rescate de 386 niños, de los cuales 330 eran de Estados Unidos.

## Suicidios relacionados
El 23 de enero de 2014, en medio de su investigación judicial, se suicidó ahorcándose en casa de sus padres Ryan Loskarn, jefe de personal del senador republicano en Estados Unidos Lamar Alexander.   Loskarn, era uno de los nombres revelados en la Operación Spade, acusado de almacenar y distribuir contenido ilícito con menores de edad. El incidente provocó una amplia discusión en Washington sobre todo cuando Ryan escribió textual en su nota de suicidio: "me sentí atraído por videos que coincidían con mi propio abuso infantil".
Martin Goldberg, subdirector de una escuela en Essex se quitó también la vida luego del informe revelado por las autoridades canadienses. Se descubrió que Goldberg había tomado más de 500 fotografías escondidas a alumnos de su propia escuela en las áreas comunes y de piscina.